# Chaufour-lès-Bonnières
Chaufour-lès-Bonnières é uma comuna francesa na região administrativa da Île-de-France, no departamento de Yvelines. A comuna possui 376 habitantes segundo o censo de 1990.